# Keston
Keston est une zone anglaise située au sud-est de Londres, dans le borough londonien de Bromley.